# Disney Channel
Der Disney Channel ist ein speziell für Kinder und Jugendliche entwickelter US-amerikanischer Fernsehsender, von dem es weltweit mehrere Ableger gibt. Der Sender gehört zur Disney-ABC Television Group, einer Abteilung von The Walt Disney Company. Am 18. April 1983 ging der Sender zum ersten Mal auf Sendung.

## Geschichte

### Disney Channel in den USA

Das Logo des Originals zum Sendestart 1983 bis 1997

Bereits im Frühjahr 1977 wurde erstmals an einen eigenen Sender gedacht, welcher mit den Sendungen und Filmen von Walt Disney Productions bestückt werden sollte. Da der Fokus allerdings auf den Vergnügungspark Epcot des Walt Disney World Resort gelegt wurde, lehnte der damalige Disney-Chef Card Walker die Idee ab.
1982 startete man den zweiten Versuch, man wollte ein Joint Venture mit Group W starten. Dazu kam es allerdings nicht, da die Kooperation im September 1982 wieder beendet wurde, als es Unstimmigkeiten in Bezug auf die kreative Leitung und die finanzielle Verpflichtungen gab, wobei Group W 50 % der Sendestartkosten zahlen hätte müssen. Somit kam es dazu, dass der Sender nun wieder alleine von Walt Disney Productions und dem ersten Senderchef Alan Wagner geleitet wurde. Anfang 1983 begann man den Kanal anzukündigen.
Gestartet wurde The Disney Channel am 18. April 1983 um 7:00 Uhr morgens mit der ersten vom Disney Channel produzierten Sendung Good Morning, Mickey!
1989 waren es bereits fünf Millionen Menschen, welche den Sender abonniert hatten. 1991 wurden dem Sender vorgeschlagen, dass er neben der Satellitenübertragung in acht Kabelnetzen angeboten wird. 1995 konnten bereits 15 Millionen Menschen The Disney Channel empfangen.
1997 startet der Sender mit einem neuen Design und änderte den Sendernamen in Disney Channel, das the entfiel ersatzlos. In einigen Vorschauen bis September 2002 wurde der Sender allerdings nur mit Disney bezeichnet. 2001 hatten der Sender 70 Millionen Abonnenten über Satellit und Kabel.
Seit dem 23. Mai 2014 sendet der Disney Channel auch in den USA mit dem Logo, welches seit dem 17. Januar 2014 tagsüber von der deutschen Version genutzt wird. Das Design stimmt im Großen und Ganzen mit dem deutschen Design überein.

### Disney Channel in Deutschland, Österreich und der Schweiz
Der deutsche Disney Channel ist ein Ableger des US-amerikanischen Disney Channel. Er startete am 16. Oktober 1999 im Pay-TV und wechselte nach einer kurzen Sendepause am 17. Januar 2014 ins Free-TV, wo er Das Vierte ersetzte und dessen Verbreitungswege übernahm. Am 1. Februar 2023 übernahm Disney Channel tagsüber bis 20:15 das EMEA Logo. Am 1. Februar 2024 übernahm Disney Channel auch am Abend das EMEA Logo.

### Disney Channel im Vereinigten Königreich
Bereits 1989 war geplant, den Disney Channel im Vereinigten Königreich zu starten. Als bereits die ersten Vorschauen auf den Start des Senders bei British Sky Broadcasting bekanntmachten, wurde der Start aus bisher nicht bekannten Gründen auf unbestimmte Zeit verschoben.
Daraufhin reichte Sky Klage wegen einer Vertragsverletzung ein, diese wurde allerdings später zurückgewiesen.
Am 1. Oktober 1995 ging der Sender zunächst als The Disney Channel auf Sendung und teilte sich den Sendeplatz mit Sky Movie Gold.
Am 1. Mai 1999 führte der Sender als erster europäischer Ableger ein neues Design ein, welches ab Juni 1999 von den anderen Ablegern ebenfalls genutzt wurde.
Am 15. März 2003 übernahm man das Design des US-Senders.
Im Frühling desselben Jahres zeigte der Sender die letzten Folgen von Hannah Montana und stellte dabei einen Zuschauerrekord auf. Die letzte Folge Ende gut, alles gut? stellt mit 621.000 Zuschauern bis heute die am meisten geschaute Sendung bzw. Folge einer Sendung des UK-Ablegers dar.
Am 1. September 2011 wechselte man das Logo zur aktuellen Version von Europa, eine HD-Version startete 15 Tage später (15. September 2011).
Am 1. Juni 2012 wurde das bisherige Design durch die fast identische amerikanische Variante ersetzt. Später wurde auch dieses wieder durch die Variante mit dem neuen Logo ersetzt. Zum 30. September 2020 wurden alle Disney-Kanäle im Vereinigten Königreich, darunter auch der Disney Channel, zugunsten Disney+ eingestellt.

### Disney Channel in den Niederlanden und in Flandern
Der Disney Channel startete hier erst am 3. Oktober 2009 und wird teilweise auch als Disney Channel Benelux bezeichnet, obwohl der Sender nicht in Luxemburg und Wallonien zu sehen ist. Wie beim Konkurrenten Nickelodeon werden alle Sendungen vor 20:00 Uhr auf Niederländisch gezeigt, nach 20:00 Uhr werden die Sendungen im englischen Originalton mit niederländischen Untertiteln gezeigt, ganz egal, ob die Sendung synchronisiert wurde oder nicht. Seitdem wird auch in den Niederlanden und Flandern mit dem neuen Logo gesendet.
Am 22. August 2022 haben beide Ableger das neue EMEA-weite Logo mit dem neuen Design bekommen.

### Disney Channel in Spanien

Das neue Logo für EMEA ab 2022

Der Disney Channel startete bereits am 17. April 1998 und wurde anfangs über das spanische Bezahlfernsehen gezeigt.
Nachdem Disney 20 % des spanischen Kabelnetzbetreibers Net TV übernommen hatte und im Vertrag die Möglichkeit angegeben war, dass eine von zwei Lizenzen genutzt werden kann für einen eigenen Kanal, ergriff man die Initiative und startete den weltweit ersten und bis zum Start des neuen deutschen Ablegers einzigartigen Disney Channel, welcher nun im Free-TV zu empfangen ist. Der bis zum 30. Juni 2008 ausgestrahlte Sender Fly Music wurde zugunsten des Disney Channel eingestellt.
Der damalige Geschäftsführer Jose Vila versicherte, dass das Programm das Gleiche bleiben wird und nur Werbung gezeigt werden müsste, damit der Sender eine Einnahmequelle statt der Abonnenten hat.
Der Start im Free-TV erfolgte am 1. Juli 2008 und wurde von einer großen Werbekampagne mit dem Slogan Disney Channel, endlich für alle begleitet.
Am 1. Mai 2010 startete man im 16:9-Format zu senden, das internationale Design übernahm man am 20. Juni 2011. Diese wurde später wieder ersetzt, das neue Design kommt nun auch hier, mit dem neuen Logo, zum Einsatz.
Seit dem 1. Juli 2022 benutzt man dort das neue EMEA-weite Logo mit dem neuen Design.
Am 7. Januar 2025 wurde die spanische Version von Disney Channel zugunsten von Disney+ eingestellt.

### Disney Channel in der Türkei
Der türkische Ableger des Disney Channels startete am 29. April 2007 im Pay-TV und hat seinen Sitz in Istanbul. Im Oktober 2011 entschied sich Disney dazu, den Disney Channel ab 12. Januar 2012 kostenlos im Free-TV anzubieten. Seitdem ist der Sender über den Satelliten Türksat 4A sowie über Kabel zu empfangen. Die Finanzierung des Senders erfolgt über Werbung. Auch in der Türkei wurde inzwischen das neue Logo übernommen. Der Sender wurde am 31. März 2022 zugunsten von Disney+ eingestellt.

### Disney Channel Europe
Als Disney Channel Europe wurde der Ableger in den Ländern Tschechien, Rumänien, Bulgarien, Moldawien, Ungarn, Slowakei, Belarus, Kasachstan, Russland und in der Ukraine bezeichnet.
Der Sender ersetzte am 19. September 2009 den Sender Jetix, welcher am 1. Januar 2005 den Sender Fox Kids wiederum ersetzt hatte. Der Sender Fox Kids war bereits seit Februar 1999 in einzelnen Ländern im Sendegebiet auf Sendung.
Das Programm wurde simultan in sechs Sprachen (Rumänisch, Englisch, Bulgarisch, Tschechisch, Ungarisch und Russisch) ausgestrahlt. Eine Ausnahme bildet hierbei die Werbung, diese wird nicht in Englisch gesendet.
Inzwischen gibt es mit Disney Channel România, Disney Channel България, Disney Channel Česká & Slovenská, Disney Channel Magyarország und Disney Канал Россия landesspezifische Versionen. Mit Disney Channel Украина bestand zudem bis zum 1. Januar 2013 auch für die Ukraine eine landesspezifische Version. Dort sieht man derzeit eine russische Version von Disney Channel Nordic.
Disney Channel România und Disney Channel България zeigen dabei das gleiche Programm, allerdings in der eigenen Sprache, gleiches gilt für Disney Channel Česká & Slovenská und Disney Channel Magyarország.
Seitdem hatte jeder Ableger das neue Logo übernommen, Disney Канал Россия folgte am 1. August 2014.
Am 5. September 2022 haben die Ableger Disney Channel Česká & Slovenská & Disney Channel Magyarország und Disney Channel România & Disney Channel България das neue EMEA-weite Logo mit dem neuen Design bekommen.

### Disney Channel in Lateinamerika
Der Disney Channel startete am 27. Juli 2000, der seit dem 3. Dezember 2012 auch in HD empfangbar ist. Der Sender sendet in fünf Bereiche (engl. Feed genannt) unterteilt:
- North: Mexiko (auf Spanisch und Englisch)
- Central: Zentralamerika, Kolumbien, Venezuela, Kuba und Dominikanische Republik (auf Spanisch und Englisch)
- Pacific: Chile, Bolivien, Ecuador und Peru (auf Spanisch und Englisch)
- South: Argentinien, Paraguay und Uruguay (auf Spanisch und Englisch)
- Brazil: Brasilien (auf Portugiesisch)

Sowie als HD-Version in zwei Bereichen:
- HD: Gesamtes Gebiet (auf Spanisch und Englisch)
- HD Brazil: Brasilien (auf Portugiesisch)

## Disney-Channel-Programm
Bei einem Großteil des ausgestrahlten Programms handelt es sich um Eigenproduktionen von Disney. Neben Serien (Disney Channel original series bzw. DCOS genannt), werden auch diverse Fernsehfilme produziert, die vom Disney Channel unter der Bezeichnung „Disney Channel Original Movies (DCOM)“ vermarktet und ausgestrahlt werden.
Das Motto des Disney Channels lautet „Normale Jugendliche in unnormalen Situationen“.

## Eigenproduktionen

### Disney Channel Original Series

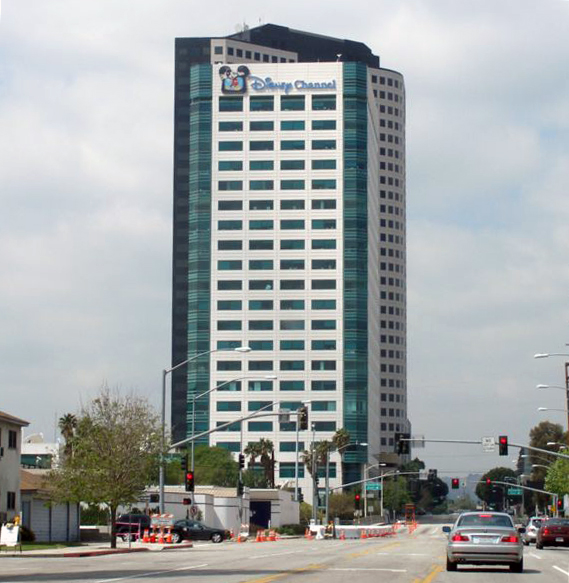
Die Hauptzentrale des Disney Channel in den USA

- Disneys Gummibärenbande (USA 1985–1991)
- DuckTales – Neues aus Entenhausen (USA 1987–1990)
- Chip und Chap – Die Ritter des Rechts (USA 1989–1990)
- Käpt’n Balu und seine tollkühne Crew (USA 1990–1991)
- Darkwing Duck (USA 1991–1992)
- Arielle, die Meerjungfrau (USA 1992–1994)
- Disneys Aladdin (USA 1994–1995)
- Abenteuer mit Timon und Pumbaa (USA 1995–1998)
- Quack Pack – Onkel D. und die Boys (USA 1996–1997)
- Die Dschungelbuch-Kids (USA 1996–1998)
- Mighty Ducks – Das Powerteam (USA 1996)
- 101 Dalmatiner (USA 1997–1999)
- Disneys Große Pause (USA 1997–2001)
- Groove High (GB 1997–2001)
- Pepper Ann (USA 1997–2000)
- Disneys Hercules (USA 1998–1999)
- Disneys Neue Micky Maus Geschichten (USA 1998–1999)
- Disneys Wochenend-Kids (USA 2000–2004)
- Eben ein Stevens (USA 2000–2003)
- Captain Buzz Lightyear – Star Command (USA 2000–2001)
- Lizzie McGuire (USA 2001–2003)
- Disneys Mickys Clubhaus (USA 2001)
- Disneys Tarzan (USA 2001–2002)
- Disneys Fillmore (USA 2002–2003)
- Kim Possible (USA 2002–2007)
- Disneys Lilo & Stich (USA 2003–2006)
- Die Prouds (USA 2001–2005)
- Raven blickt durch (USA 2003–2007)
- Phil aus der Zukunft (USA 2004–2006)
- Disneys Barbaren-Dave (USA 2004–2005)
- Brandy & Mr. Whiskers (USA 2004–2006)
- American Dragon (USA 2005–2007)
- Hotel Zack & Cody (USA 2005–2007)
- Maggie (USA 2005–2006)
- Disneys Kuzco’s Königsklasse (USA 2006–2008)
- Tauschrausch (USA 2006–2009)
- Hannah Montana (USA 2006–2011)
- Phineas und Ferb (USA 2007–2015)
- Die Zauberer vom Waverly Place (USA 2007–2012)
- Einfach Cory (USA 2007–2008)
- Zack & Cody an Bord (USA 2008–2011)
- Fünf Freunde für alle Fälle (F/GB 2008)
- Sonny Munroe (USA 2009–2011)
- JONAS L.A. (USA 2009–2010)
- Meine Schwester Charlie (USA 2010–2014)
- Der Fisch-Club (USA 2010–2014)
- Shake It Up – Tanzen ist alles (USA 2010–2013)
- A.N.T.: Achtung Natur-Talente (USA 2011–2014)
- So Random! (USA 2011–2012)
- Jessie (USA 2011–2015)
- Austin & Ally (USA 2011–2016)
- Violetta (AR 2012–2015)
- Maman & Ich (F 2012–2017)
- Willkommen in Gravity Falls (USA 2012–2016)
- Hund mit Blog (USA 2012–2015)
- Groove High (GB 2012–2013)
- Binny und der Geist (D 2013–2016)
- Micky Maus (USA 2013–2019)
- Liv und Maddie (USA 2013–2017)
- Sie nannten ihn Wander (USA 2013–2016)
- Ich war’s nicht (USA 2014–2015)
- Das Leben und Riley (USA 2014–2017)
- Evermoor (GB 2014)
- K.C. Undercover (USA 2015–2018)
- Star gegen die Mächte des Bösen (USA 2015–2019)
- Alex & Co. (I 2015–2017)
- Best Friends – Zu jeder Zeit (USA 2015–2016)
- Camp Kikiwaka (USA seit 31. Juli 2015)
- Miraculous – Geschichten von Ladybug und Cat Noir (F/COR/J/USA seit 2015)
- The Evermoor Chronicles (GB 2015–2017)
- Elena von Avalor (USA 2016–2020)
- Soy Luna (AR 2016–2018)
- Mittendrin und kein Entkommen (USA 2016–2018)
- Schlimmer geht’s immer mit Milo Murphy (USA 2016–2019)
- Bizaardvark (USA 2016–2019)
- The Lodge (GB 2016–2017)
- Story of Andi (USA 2017–2019)
- DuckTales (USA 2017–2021)
- Baymax – Robowabohu in Serie (USA 2017–2021)
- Zuhause bei Raven (USA seit 2017)
- Rapunzel – Die Serie (USA 2017–2020)
- Big City Greens (USA seit 2018)
- Das Haus der 101 Dalmatiner  (USA 2018–2020)
- Bug Juice: My Adventures at Camp (USA seit 2018)
- Coop & Cami Ask The World (USA 2018–2020)
- Die Beni Challenge (D seit 2018)
- Tierduell (D seit 2019)
- Gag Attack (D seit 2019)
- Disney Amphibia (USA 2019–2022)
- Sydney to the Max (USA 2019–2021)
- Layne am Limit (USA 2019)
- Eine unberechenbare Familie (USA 2019–2021)
- Gabby Duran und die Unbezähmbaren (USA 2019–2021)
- Willkommen im Haus der Eulen (USA seit 2020)
- GhostForce (USA/F seit 2021)
- Das Geheimnis von Sulphur Springs (USA seit 2021)
- Der Geist und Molly McGee (USA seit 2021)
- Chip und Chap: Das Leben im Park (USA/F seit 2021)
- Wikinger-Schule (GB/F/IRL 2022)
- Der fantastische Yellow Yeti (GB/FI/F/CA seit 2022)
- Hamster & Gretel (USA seit 2022)
- Halbe Helden (F seit 2022)
- Die Schurken von nebenan (USA seit 2022)
- Ultra Violet & Black Scorpion (USA 2022)
- Saturdays (USA seit 2023)

### Minishows
- Ein Star für dich, D 1999–2006
- Fette Falle, D 2004–2007
- Magic Attack, D 2006–2007
- Disneys Kurze Pause, D 2006–2008
- Disney Channels Comedy Crew, D 2006–2007
- Life Bites, D 2007
- So isst die Welt, USA (+ 10 weitere Länder) 2007
- Endlich Pause!, USA 2007–2009
- Jonas Brothers: Eine Band lebt ihren Traum, USA 2008
- Brian O’Brian, USA 2008
- Camp Rock Extra, D/USA 2008
- Cheetah Girls – One World Extra, D/USA 2008
- Cars Toons, USA 2008
- Magic Cody und die magische Acht, D 2009
- Mackenzie Falls, USA 2009
- Camp Rock 2 Extra, D/USA 2010
- An die Töpfe, fertig, lecker!, D 2017–2021

### Specials
- Disney Channel Games USA 2006–2008
- Studio Disney Channel: Beinah Live USA 2008
- High School Musical 3 – Die Fanshow D 2008
- Hannah Montana – Die Fanshow D 2009
- Die Disney Fanshow – Alle Deine Stars D 2009
- Die Zauberer vom Waverly Place – Die Fanshow D 2010
- Die Disney Pixar Fanshow D 2010
- Die große Disney-Quizshow D 2010–2012
- Tanzen ist alles! – Die große Disney Dance Show D 2011

### Disney-Channel-Konzerte
- Funtagantisch – Die Disney Channel Show D 2003–2004
- High School Musical: The Concert USA 2006–2007
- Cheetah Girls: The Concert USA 2006
- Hannah Montana & Miley Cyrus: Best of Both Worlds Concert (3D-Kino-Konzert) USA 2007–2008
- Miley Cyrus: Live in Berlin D 2008
- Jonas Brothers – In Concert: Live in London EN 2008
- Jonas Brothers: Live in Berlin D 2008
- Jonas Brothers:The 3D Experience (Burning Up Tour) USA 2009

## Stars von Disney Channel
- Nicole Anderson
- Moisés Arias
- Allisyn Ashley Arm
- John D’Aquino
- Jake T. Austin
- Adrienne Bailon
- Corbin Bleu
- Cameron Boyce
- Doug Brochu
- Orlando Brown
- Amy Bruckner
- Sabrina Bryan
- Sabrina Carpenter
- Dove Cameron
- Sofia Carson
- Monique Coleman
- Zendaya Coleman
- Miley Cyrus
- Jason Dolley
- Meg Donnelly
- Hilary Duff
- Kenton Duty
- Jason Earles
- Zac Efron
- Selena Gomez
- Lucas Grabeel
- Margo Harshman
- David Henrie
- Adam Hicks
- Vanessa Hudgens
- Joe Jonas
- Kevin Jonas
- Nick Jonas
- Hayley Kiyoko
- Sterling Knight
- Shia LaBeouf
- Adam Lamberg
- Lindsay Lohan
- Demi Lovato
- Cody Linley
- Peyton List
- Ross Lynch
- Meaghan Jette Martin
- Kyle Massey
- China Anne McClain
- Bridgit Mendler
- Alyson Michalka
- Amanda Michalka
- Tia Mowry
- Mitchel Musso
- Emily Osment
- Keke Palmer
- Danielle Panabaker
- Kay Panabaker
- Hayden Panettiere
- Raven-Symoné Pearman
- Belinda Peregrin
- Anna Maria Perez de Taglé
- Madison Pettis
- Anneliese van der Pol
- Nick Roux
- Issac Ryan Brown
- Christy Carlson Romano
- Drew Seeley
- Karol Sevilla
- Jake Short
- Brandon Mychal Smith
- Brenda Song
- Cole Sprouse
- Dylan Sprouse
- Sadie Stanley
- Chelsea Staub
- Martina Stoessel
- Alyson Stoner
- Gregg Sulkin
- Jake Thomas
- Bella Thorne
- Tiffany Thornton
- Ashley Tisdale
- Ricky Ullman
- Debby Ryan
- Lalaine Vergara-Paras
- Maiara Walsh
- Kiely Williams
- Isabela Souza
- Alicia Williams

## Senderlogos

### Logos des amerikanischen Disney Channel

Logo von 1983–1997
Logovariante vom Logo von 2002–2010
Logo von 2010– 22. Mai 2014
Logo seit dem 22. Mai 2014
Logo seit 2017 (schon ab 2014 als Nebenlogo in Verwendung)
Logo seit Februar 2019 (nur in den  Kanada, Lateinamerika, Südostasien und Japan, bis 29. September 2024 auch in der USA)
Logo seit 30. September 2024 (USA)

### Internationale und EMEA Logos des Disney Channels

Logo von 1995–1997
Logo von 1999–2003
Logovariante vom Logo von 2003–2011
Logovariante vom Logo von 2011–2014
Das Internationale aktuelle Logo seit 2014
Das Internationale aktuelle Logo seit 2017
Das neue Logo seit 2022 (nur EMEA)

## Weitere Disney-Kanäle
Neben dem Disney Channel verbreitet Disney noch weitere Kanäle und Programme in Deutschland bzw. hält Anteile an anderen Fernsehsendern.
- Disney Junior (im deutschsprachigen Raum eingestellt)
- Disney XD (im deutschsprachigen Raum eingestellt)
- Disney Cinemagic (eingestellt)

### Disney Time
Das Programmfenster, welches auf RTL startete und dort als KRTL gezeigt wurde, wechselte Anfang Januar 2003 zu ProSieben und wurde dann als Disney Time dort zwei Jahre lang ausgestrahlt. Zum 26. Dezember 2004 wechselte das Fenster zu kabel eins und wurde dort bis zur Einstellung am 30. Dezember 2012 jeden Sonntagvormittag ausgestrahlt. Gezeigt wurden vor allem Klassiker wie DuckTales oder Chip und Chap – Die Ritter des Rechts, aber auch vereinzelte Free-TV-Premieren. So wurden Lilo & Stitch sowie Brandy & Mr. Whiskers dort erstmals gezeigt.